# Ken Moodie
Kenneth J. Moodie (1965) is een Schotse golfbaanarchitect.

## Opleiding
In 1988 haalt Moodie zijn Bachelors in landschapsarchitectuur aan de Heriot-Watt Universiteit in Edinburgh. In 1989 gaat hij voor Hawtree & Son werken. In 1990 wordt hij geassocieerd lid van de British Institute of Golf Course Architects en vol lid in 1997. Later gaat deze organisatie over in de European Institute of Golf Course Architects (EIGCA).

## Carrière
In 1998 maakt Moodie, samen met Martin Hawtree, 18 nieuwe greens op de baan van de Royal Birkdale Golf Club, als voorbereiding van het komende het Britse Open. In datzelfde jaar richtte hij zijn eigen bedrijf op, Creative Golf Design. Hij heeft ruim 20 nieuwe banen ontworpen en bij 60 banen aan uitbreiding of verbetering meegewerkt. Daar werkt hij (als golfbaanarchitect) samen met Ken Brown (voorheen speler op de Europese PGA Tour) en John Nicholson (natuurdeskundige). Zij proberen oude natuurwaarden terug te brengen op banen die aan de moderne eisen voldoen.
Moodie legde in 2005-2006 de nieuwe golfbaan van Marine Golf Club aan op het eiland Sylt en in 2009 Drienovec Golf in Slowakije.
Hij heeft in 2006 bij de Wouwse Plantage de uitbreiding van 9 naar 18 holes ontworpen.
In 2024 nam Moodie de exploitatie over van de Westminster Park Golf Course en renoveerde het horecagedeelte. Ook realiseerde hij er een Mini Golf Course.
De golfbanen site Top100golfcourses noemt de door Moodie aangelegde banen: Weybrook Park Golf Club (West Course), Coombe Hill Golf Club en Royal Blackheath Golf Club opmerkelijk golfbanen.

In de loop der jaren heeft hij les gegeven aan toekomstige golfbaanarchitecten via de EIGCA en op de Heriot-Watt Universiteit. Ook heeft hij conferenties en seminars georganiseerd.